# 28/32公分41年式噴煙者
28/32公分41年式噴煙者是第二次世界大戰期間納粹德國使用的一種多管火箭炮。它服役於德意志國防軍中的化學部隊（德語：Nebeltruppen）。作為與美軍的化學部隊的對應，德國化學部隊的工作主要是送遞毒氣或煙霧，而非炸藥。它於1941年至1945年期間參與除了巴爾幹戰役之外的所有戰役。

## 介紹
28/32公分41年式噴煙者是一種坐在兩輪基座上的六管火箭炮。兩個穩定臂和牽引環下的鏟能在開火時起到穩定的作用。它使用了兩種不同的火箭炮。發射器的開放式金屬框架用來配合32（13英寸）的火箭炮，但其轉接軌道允許其發射28（11英寸）火箭炮。28公分爆炸式火箭炮（德語：Wurfkörper Spreng）重82（181磅）共擁有重50（110磅）的高爆性彈頭。32公分燃燒彈（德語：Wurfkörper Flamm）一般填沖了50公升（13美制加侖）（45公斤）的燃油（德語：Flammöl）｜但亦能攜帶毒氣或淨化液。燃油能覆蓋達200平方（2,200平方英尺）二種火箭炮都使用了自旋穩定和電子開火。它們有一個顯著的尾氣軌跡，因此會揚起很多雜物，所以使用者不得不在發射之前尋求掩蔽物。但是，開火後會有一大堆煙霧飄出，引來敵方火炮的攻擊。因此，噴煙者的使用人員必須採用開火即走的戰術。
1943年起大部分換為30公分42年式噴煙者。

## Schweres Wurfgerät 40/41
28/32公分41年式噴煙者能直接從它們的框架箱（德語：Packkiste）中發射，框架箱中包含短鉸鏈來調整其角度。兩者再從木製（德語： - 重型導彈設備）或金屬製（德語： （sW.G. 41））框架中發射。框架箱的外部尺寸都是相同的所以較小的火箭是不需要轉接器的。簡單來說，即開火時只需把框架箱放到框架中，然後再發射。同時，Wurfrahmen 40多管火箭炮被研發以改進這些重型多管火箭炮的機動性。它們通常裝在SdKfz 251半履帶車上，但亦有附加在雷諾UE履帶式火炮牽引車之上。這些安裝在車上的版本更有陸上斯圖卡（德語：Stuka-zu-Fuß）之稱。

### 相片
1944年華沙起義中使用sWG 40的一連串的相片。

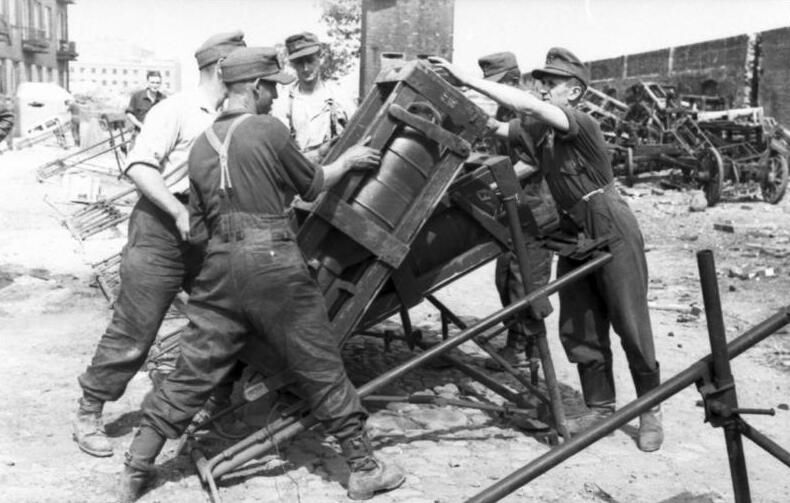
上彈
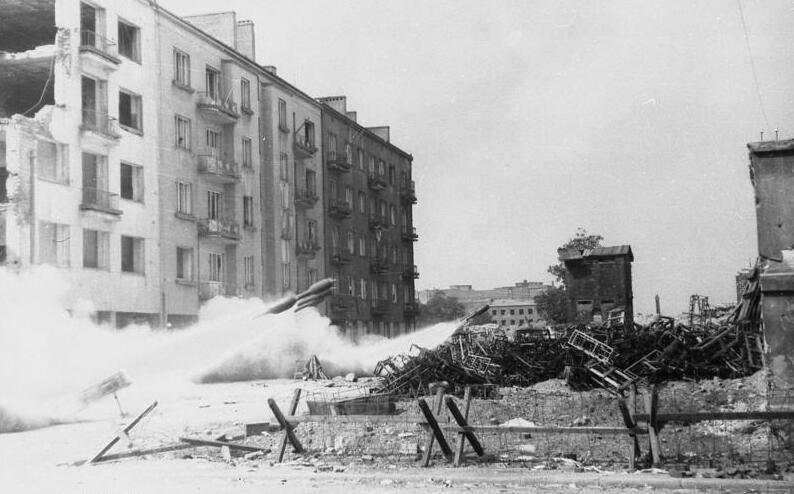
開火之後一刻，右方為己用的框架箱。
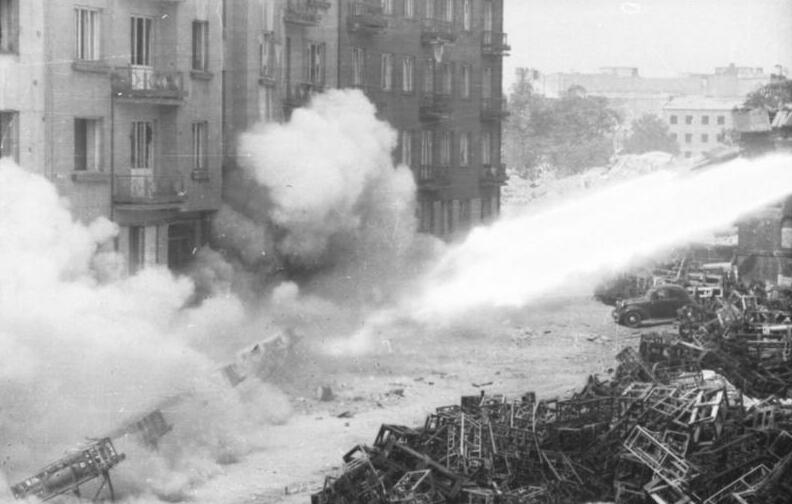
注意並不是所有的火箭炮都是同時被點火的。
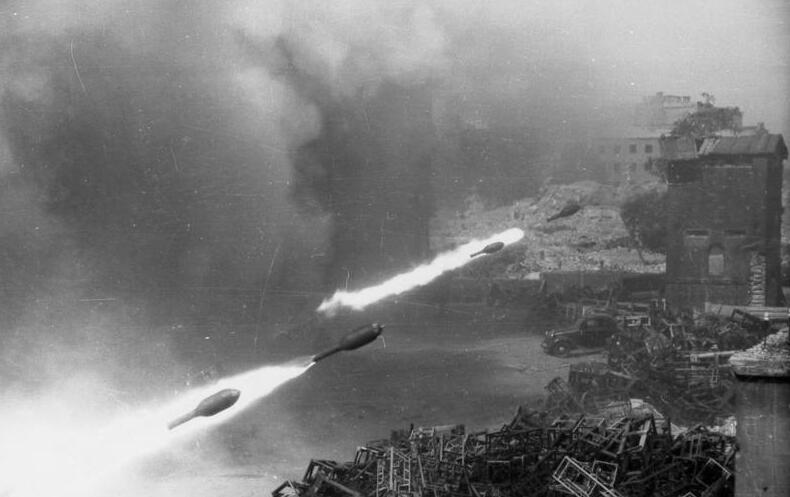
四枚飛行中的火箭

## 組織與作戰歷史
每六枝28/32公分41年式噴煙者被送到一組，每三組為一營。這些營集中在獨立的Werfer團和旅。這些火箭光可以被機械化步兵（裝甲擲彈兵）陣地Werfer旅（德語：Stellungs-Werfer-Brigade）的工程部隊所使用。第一個28/32公分41年式噴煙者參與的戰爭為1940年的法國戰役，而東方戰線中亦有人看過其作戰。其它亦包括意大利攻防戰及法國防禦戰。